# Trackmania United
Trackmania United är ett spel i Trackmaniaserien där man kör bil. Spelaren kan göra olika saker, som till exempel att spela online mot andra spelare, köra själv, eller skapa en egen bana.
I onlineläget kan spelaren spela på banor som andra spelare har skapat, man spelar aldrig en bana två gånger.
Man måste inte spela online, man kan spela solo också.
Man kan i detta läget spela någon av de banorna som följer med spelet, eller en som man själv skapat.
Till skillnad från gratisversionen Trackmania Nations så finns det sju olika miljöer i Trackmania United.